# Nebrioporus anchoralis
Nebrioporus anchoralis är en skalbaggsart som först beskrevs av Sharp 1884.  Nebrioporus anchoralis ingår i släktet Nebrioporus och familjen dykare. Inga underarter finns listade i Catalogue of Life.